# Подпис
Подписът (на латински: signare) е кратък текст или написано на ръка изображение на нечие име, псевдоним, или дори просто „X“ или друг знак, чрез който една личност удостоверява самоличността си върху даден документ.
Артистичният подпис се нарича автограф. Калиграфията е изкуство,  изучаващо красивото писане, включително изписването на автографи, а графология е анализът на физическите характеристики и модели на ръкописния текст.
В азиатските страни вместо саморъчен подпис хората обикновено използват печат, на който е издълбано името.